# کامپوزیت‌های زمینه تیتانیم
کامپوزیت‌های زمینه تیتانیم (TNICs) شامل یک زمینه تیتانیمی و رشته‌های پیوسته تقویت کننده هستند. توسعه این مواد از ۲۰ سال پیش آغاز شد، زمانی که می‌توان بور را به عنوان نخستین رشته تقویت کننده در نظر گرفت. از آن زمان به بعد، TMICها توسعه یافته و با در دسترس قرار گرفتن رشته‌های SiC، بهبود یافتند. جذابیت‌های اصلی TMICها استحکام و سفتی آنهاست. براساس چگالی اصلاح شده، TMICهای تقویت شده با رشته‌های پیوسته (SiC) تقریباً دو برابر استحکام نهایی و سفتی آلیاژهای تیتانیم معمولی در جهت موازی با رشته‌ها را دارا می‌باشند. در اصل، این امر آنها را در زمره مواد مهندسی شناخته شده با بازدهی بالا قرار می‌دهد. در عمل، بهره گرفتن از قابلیت تک جهتی TNICها در یک قلعه، اغلب کار دشواری است، زیرا معمولاً بارهای خارج از محور حضور دارند. این امر باعث کاهش تأثیر TMICها می‌شود. به علاوه، همان‌طور که اغلب این گونه است، جنبه‌های دیگر بسیاری در مورد ورود موفقیت‌آمیز یک ماده وجود دارند و فقیا یک یا دو خاصیت ماده (در اینجا، UTS و E) تأثیرگذار نیستند. از این میان می‌توان به ملاحظات اضافی دربارهٔ تکرار پذیری و تغییرپذیری خواص، قیمت و در دسترس بودن ماده، و هزینه قطعات نهایی ساخته شده از این مواد، اشاره داشت. همچنین زمانی که ماده کاملاً با موادی که احتمال جایگزین شدن با آن را دارند متفاوت است، پرسش‌هایی دربارهٔ روش‌های طراحی پیش خواهد آمد. به دلیل وجود رشته‌های تقویت کننده، TMCها بسیار ناهمسانگرد می‌باشند که این امر، یک چالش میان حداکثر کردن مزایای خواص حلولی و حداقل کردن مضرات مربوط به خواص عرضی به وجود می‌آورد. هنگامی که این وضعیت طراحی حاصل شود، TM1Cها حرف‌های زیادی برای گفتن خواهند داشت.

## فرایند تولید
فرایند تولید کامپوزیت‌های زمینه تیتانیم نوعاً حاوی ۴۰–۳۵ درصد حجمی رشته تقویت کننده است. اخیراً تلاش‌هایی برای تولید TMCهایی صورت گرفته‌است که در آنها از رشته‌های تقویت کننده بور که با SiC پوشش داده شده‌اند (موسوم به رشته بوروسیک) استفاده شده‌است. این رشته‌ها بسیار گران‌قیمت می‌باشند و چون روشن است که کامپوزیت‌های تیتانیم بوروسیک به سمت داشتن صرفه اقتصادی حرکت نکرده‌است، اغلب کارهای تحقیقاتی بر روی TMCها در طی چندین سال به صورت منقطع و غیر پیوسته انجام شده‌است. امروزه، تقویت کننده ترجیحی (و در دسترس) برای TMCها، رشته SiC است که توسط فرایند رسوب شیمیایی از فاز بخار از طریق تجزیه سیالان و متان روی یک فیلامان داغ رشد داده می‌شود. در گذشته، متداول‌ترین فیلامان‌های مورداستفاده از جنس کربن آمورف یا تنگستن ساخته می‌شد. در این حالت، فیلامان در مرکز رشته قرار می‌گیرد. در تصاویری که سطح مقطع کامپوزیت یا فقط خود رشته را نشان می‌دهد، فیالامان به صورت یک هسته مدور در مرکز رشته‌های SiC دیده می‌شود. TMCها در ابتدا توسط رشته‌های ساخته شده به وسیله فقط سه سازنده تولید می‌شدند. یکی از اولین رشته‌ها، ۶-SiC، روی یک هسته کربنی توسط شرکت Textron در ایالات متحده آمریکا تولید شد. دومین رشته که روی یک هسته از سیم تنگستنی رشد داده شده‌است، توسط شرکت (British Petroleum(BP توسعه داده شده و در انگلستان توسط شرکت DERA و در آمریکا توسط شرکت ARC(Trinarc)تولید شد. این رشته سیگما نامیده می‌شود. این رشته سیگما نامیده می‌شود. اخیراً شرکت ARC رشته ۲-Trimarc که روی یک هسته کربنی رشد یافته را تولید نموده‌است. این رشته و کامپوزیت‌های حاوی آن در حال حاضر به صورت تجاری توسط شرکت FMW Composites Systems تولید می‌شوند. مثالی از ریزساختار یک TMC با تمام رشته‌های دارای جهت‌گیری تک سویه (عمود بر صفحه پولیش) در شکل نشان داده شده‌است.

سطح مقطع یک کامپوزیت‌های زمینه تیتانیم با تمام رشته‌ها در یک جهت یکسان

 این رشته‌های SiC نوعاً دارای قطر ۱۴۰میکرون می‌باشند و به صورت تک رشته در کامپوزیت قرار داده می‌شوند. چندین روش فرآوری برای تولید کامپوزیت‌های زمینه تیتانیم حاوی رشته‌های پیوسته SiC به کار گرفته می‌شوند. هرکدام از این روشها دارای مزایا و معایبی می‌باشند. این روشها عبارت انداز: ورق - رشته - ورق، رسوب فیزیکی از فاز بخار (PVD)، پاشش - پیچش - پاشش، و لایه پودری (مخلوطی از پودر زمینه و یک چسب إلی فرار). فرایند ورق - رشته - ورق با استفاده از چندین (دو یا بیشتر) لایه از ورقهای آلیاژ تیتانیم به همراه قرار دادن رشته‌هایی در بین آنها، یک قطعه ساندویچی ایجاد می‌کند. سپس این قطعه ساندویچی تحت پرس گرم قرار می‌گیرد تا لایه‌های ورق تیتانیمی به یکدیگر و نیز رشته‌ها به تیتانیم متصل شوند. در فرایند PVD، زمینه تیتانیمی مستقیماً از طریق رسوب از فاز بخار روی رشته‌ها نشانده می‌شود که با این کار، یک استوانه از آلیاژ تیتانیم به همراه یک رشته در مرکز آن ایجاد می‌شود. این استوانه‌ها در کنار هم قرار داده شده و برای تشکیل کامپوزیت، با یکدیگر پرس گرم می‌شوند. فرایند پاشش - پیچش - پاشش شامل عملیات پاشش پلاسمایی آلیاژ تیتانیم با استفاده از مواد اولیه پودری است که آلیاژ زمینه را بر روی محوری که زیر مشعل پلاسما در حال چرخش است، می‌نشاند. رشته از طریق پیچاندن بر روی این لایه از زمینه قرار می‌گیرد. سپس لایه دیگری از زمینه روی آن پاشیده می‌شود و کامپوزیت ایجاد می‌شود. در روش لایه پودری، شبکه ای از رشته توسط دوغابی از مخلوط پودر آلیاژ تیتانیم؛ و یک چسب آلی احاطه می‌شود تا یک قدلهای پیش ساخته خام تهیه شود. به منظور متراکم کردن زمینه و خارج ساختن چسب و تولید کامپوزیت، این قلعه پیش ساخته تحت عملیات تفجوشی قرار می‌گیرد. صرف نظر از روش مورداستفاده، این مسئله حائز اهمیت است که رشته‌ها در کامپوزیت نهایی با یکدیگر تماس نداشته باشند زیرا رشته‌ها در حین عملیات مستحکم سازی، به یکدیگر نمی‌چسبند. تماس رشته به رشته می‌تواند به شدت استحکام TMC را کاهش دهد. در نتیجه، موادی که با چنین بافت ناهمگونی ساخته می‌شوند، تغییرات زیاد غیرقابل پذیرشی در خواص نشان می‌دهند. اولین مثال از TMCهایی که در تولید آن روشی برای ممانعت از حرکت و تماس رشته‌ها تعبیه نشد، در شکل زیر نشان داده شده‌است.
TMCهایی که حاوی رشته‌های در تماس با یکدیگر می‌باشند، کاهش زیادی (تا ۵۰ درصد) در استحکام کششی و خستگی دارند. اطمینان از عدم برخورد رشته‌ها نیاز به دقت زیادی دارد و در حین تولید مقادیر زیاد از کامپوزیت در مقیاس اقتصادی، چالشهای عملی زیادی به وجود خواهد آمد. به دلیل دشوار بودن اتوماسیون فرایند قرار دادن رشته‌ها، این الزامات معادل هزینه بالای تولید می‌باشند. در TMCها، تولید اولیه ای که معادل تولید نوردی آلیاژهای معمولی (ورق، صفحه، میله یا شمشال) است، به صورت یک تک- نوار می‌باشد. تک نوار، یک ورقه نازک از زمینه تیتانیمی حاوی یک لایه منفرد از رشته‌های تک جهتی است که این رشته‌ها در وسط صفحه در جهت ضخامت قرار گرفته‌اند.
به راحتی در اینجا می‌توان هسته و رشته SiC را مشاهده کرد. بررسی دقیق نشان می‌دهد که برای به حداقل رساندن تشکیل محصولات واکنش، یک لایه نازک و تیره از کربن آمورف در فصل مشترک زمینه / رشته وجود دارد. مطابق شکل ۹–۴، تک نوار یا نورد می‌شود یا به صورت کلاف‌های جمع شده (رول) درآورده خواهد شد.
این کلافها به عنوان «مواد اولیه» برای ساخت قطعاتی از TMCها به کار می‌روند. به منظور تولید قطعات TMC، این کلاف تک - نوار باز می‌شود و به همان شیوهای کار گذاشته می‌شود که رشته پیش - آغشته در تولید کامپوزیتهای زمینه پلیمری با رشته‌های پیوسته کربنی به کار می‌رود. پس از این کار، تک نوارها از طریق اتصال دهی نفوذی" (معمولاً در یک پرس گرم در خلأ) مستحکم می‌شوند. از آنجا که رشته‌ها در تک. نوار، جهت‌گیری تک سویه دارند، با استفاده از لایه‌های عرضی، استحکام بخشی دو محوری از طریق جهت دهی هر تک. نوار در جهات از پیش تعیین شده حاصل می‌شود و بدین ترتیب یک کامپوزیت چندلایه با خواص مطلوب ساخته می‌شود یکی از مزایای بالقوه TMICها توانایی آنها در مناسب سازی خواص در جهات مختلف است که این کار از طریق کنترل جهت‌گیری رشته‌ها در هر لایه از TMIC انجام می‌شود به‌طور آشکار، خواص در جهت عمود بر صفحه رشته‌ها همیشه کمتر خواهند بود. در نتیجه، خواص TMICها در جهت ضخامت بسیار ضعیف است. خوشبختانه در بسیاری از کاربردها، بارهای موجود روی ضخامت بسیار کم بوده و این امر به ندرت یک عامل محدودکننده محسوب می‌شود.
نکته دیگری که نرخ توسعه TMICها را محدود می‌سازد، واکنش میان رشته SiC و زمینه تیتانیمی در حین تولید تک نوار و نیز در طی اتصال دهی نفوذی تک نوار و ساخت کامپوزیت نهایی می‌باشد. اگر محمول واکنش فاز تردی باشد، استحکام عرضی بدشدت افت می‌کند. اگر به موضوع رشته بوروسیک برگردیم، پوشش SiC روی رشته‌های بور داده می‌شد تا از تشکیل TiB در فصل مشترک زمینه رشته ممانعت به عمل آورد. این کار معمولاً موفقیت‌آمیز بود. اما اگر زمان اتصال دهی طولانی می‌شد با دمای آن بالا می‌رفت، برخی واکنش‌ها میان زمینه و رشته‌ها انجام می‌شد. در این گونه موارد، محصول واکنش نوعاً Tic بود. امروزه رشته‌های SiC مورداستفاده دارای یک پوشش کربن آمورف می‌باشند تا میزان برهمکنش رشته زمینه به حداقل برسد و از تطبیق آنها در حین چرخه‌های حرارتی جلوگیری کرده و آسیب فصل مشترک را کاهش می‌دهد این پوشش همچنین فصل مشترک ضعیفی میان زمینه رشنه فراهم می‌آورد به طوری که ترکهای در حال رشد در جهت عمود بر رشته‌ها را منحرف می‌سازد. رشته سیگما نیز بالای کربن آمورف دارای یک لایه TD است تا به صورت یک سد نفوذی عمل کند. ثابت شده‌است که این روش بسیار مؤثر می‌باشد ملاحفله دیگر تولید که باید تذکر داده شود، حرکت رشته هاست که باعث تماس آنها با یکدیگر می‌شود. همان گونه که پیش از این بیان شد، هر نقطه از تماس رشته‌ها یک عیب ذاتی به‌شمار می‌آید چرا که رشته‌ها با یکدیگر پیوند برقرار نمی‌کنند. پیامد این عیب‌ها کاهش شدید خواصی همچون عمر خستگی و کرنش شکست است. این امر در ادامه در بخش خواص بیشتر توضیح داده خواهد شد. در روش ورق - رشته - ورق، حرکت جانبی رشته‌ها در حین تولید تک نوار از طریق بافتن سیم تیتانیمی یا مولیبدنی بین رشته‌ها به صورت عمود بر محور آنها، به حداقل می‌رسد. سیم مولیبدنی عمدتاً در زمینه ای که در دمای بالاتر کار می‌کند (مثل آلیاژ Ti - 3381 - 11Nb) استفاده می‌شود.
این عملیات بافتن وابستگی زیادی به نیروی انسانی دارد و بر هزینه تولید این کامپوزیت‌ها می‌افزاید. از دیگر معایب استفاده از سیم‌های مولیبدنی برای کاهش حرکت جانبی رشته‌ها آن است که این سیم‌ها اگر در معرض اتمسفر قرار داشته باشند، مستعد به اکسیداسیون شدید می‌باشند و TMCها معمولاً در دماهای بالا مورد استفاده قرار می‌گیرند. چنین وضیعتی می‌تواند در اثر ترک برداشتن زمینه یا هنگام ماشینکاری کامپوزیت در ایجاد اتصالات یا سایر اعمال (مثل سوراخکاری) به وجود آید. به همین دلیل، سیستم مولیبدنی در TMCهای دما بالا استفاده نمی‌شود. کی از دلایلی که فرایند PVD موردتوجه قرار دارد آن است که نیاز به عملیات بافتن رشته را حذف می‌کند. مسئله دیگر در فرایند ورق - رشته - ورق، هزینه تولید ورق از آلیاژ تیتانیم است. همان‌طور که در فصل سوم تشریح شد و در شکل ۳–۲۱ نشان داده شد، با استفاده از خط نورد Sendzimir ساخت ورق با ضخامت ۱۲۵ میکرون از آلیاژهایی مثل Ti- 6Al - 4V میسر است، اما این ورق بسیار گران‌قیمت خواهد بود. مشکلات هزینه و در دسترس بودن این ورقها، استفاده از آلیاژهای تیتانیم ما را برای زمینه TMCها ترغیب می‌کند، زیرا این آلیاژها به راحتی تحت نورد سرد قرار گرفته و به صورت ورق در می‌آیند. مزیت دیگر استفاده از آلیاژهای، انحلال بیشتر C و Si در فاز ۳ است که خطر تشکیل محصولات ترد در واکنش‌های فصل مشترکی را کاهش می‌دهد. آلیاژ Beta 21S شاید پرمصرف‌ترین آلیاژ B باشد. افزودن Nb به Beta 21S موجب بهبود مقاومت به اکسیداسیون آلیاژ می‌شود که این امر به فرایند تولید کمک می‌کند و بازدهی آن طی سرویس در دمای بالا را ارتقا می‌بخشد.